# Елшова мухоловка
Елшова мухоловка (Empidonax alnorum) е вид птица от семейство Tyrannidae.

## Разпространение и местообитание
Разпространен е в Аржентина, Белиз, Боливия, Бразилия, Канада, Колумбия, Коста Рика, Куба, Еквадор, Салвадор, Гватемала, Хондурас, Мексико, Никарагуа, Панама, Парагвай, Перу, Сен Пиер и Микелон, САЩ и Венецуела.